# Leichhardt Oval
O Leichhardt Oval é um estádio localizado na cidade de Lilyfield, estado de Nova Gales do Sul, na Austrália. Foi inaugurado em 1934 e tem capacidade para 20 mil pessoas, é usado para jogos de futebol e rugby league, é a casa do time Wests Tigers da NRL.